# Brautzug im Winter
Brautzug im Winter ist das Thema eines Gemäldes, das Wilhelm Hasemann in mindestens drei Versionen schuf. Eines der drei Gemälde gelangte aus dem Nachlass von Philippina Hansjakob ins Augustinermuseum in Freiburg.

## Geschichte und Beschreibung
Wilhelm Hasemann war der Begründer der Gutacher Malerschule; ihm folgten zahlreiche Künstler, die sich meist im örtlichen Gasthaus einquartierten. Auch Heinrich Hansjakob, mit dem Hasemann befreundet war, logierte mindestens einmal dort. Außerdem besuchte er mehrmals den Mühlsteinhof, der für das auf dem Bild dargestellte Geschehen eine wichtige Rolle spielte.
Brautzug im Winter wurde als Illustration zu Hansjakobs Erzählung Der Vogt auf Mühlstein geschaffen, die ihrerseits auf eine reale Begebenheit zurückgeht, das Schicksal der Maria Magdalena Muser (* 1. April 1765; † 18. März 1785).
Auf dem hochformatigen Gemälde ist eine Gruppe von Personen zu sehen, die durch einen verschneiten Wald zur Hochzeitsfeier in der Kirche ziehen. In der ersten Reihe geht die Braut in traditioneller Tracht mit einem Schäppel als Brautkrone. Körperhaltung und Mimik zeigen an, dass sie nicht freiwillig und frohen Herzens auf dem Weg in die Kirche ist. Die winterliche Szenerie verstärkt diesen Eindruck noch.
Auf dem Großen Hansjakobweg findet sich auf der Etappe zwischen Oberharmersbach und Zell am Harmersbach eine Informationstafel mit dem Titel Über dem Nordrachertal. Sie enthält in kurzen Worten die Geschichte der Zwangsehe: Maria Anna Magdalena Muser war in den jungen Hans Öhler aus Nordrach, genannt Öhlerjoke, verliebt, wurde aber von ihrem Vater Anton Muser, dem Vogt auf Mühlstein, gezwungen, dem Werben des viel älteren, verwitweten Hermesbauern Ulrich Faißt (oder Faist) aus Lindach nachzugeben.
Für Faißt war es bereits die dritte Heirat. Die Ehe wurde am 17. Januar 1785 in der Pfarrkirche in Zell geschlossen und im Gasthaus zum Hirsch im selben Ort gefeiert. Nachdem die junge Braut am Hochzeitsabend auf dem Hermeshof angekommen war, verweigerte sie ihrem dreiundfünfzigjährigen Angetrauten den Vollzug der Ehe. Als dieser sich bei seinem Schwiegervater beklagte, erhielt er den Rat, Maria Magdalena durchzuprügeln. Er folgte schließlich diesem Vorschlag, woraufhin seine junge Frau in die Mägdekammer flüchtete. Dort soll sie irrsinnig geworden sein. Wenige Wochen später starb sie. Im März 1785 wurde sie auf dem Zeller Friedhof begraben. Das Grab ist erhalten geblieben.